# Östersund Arena
Östersund Arena - Staaren Savka är en ishockey-, konståknings-, gymnastik- och bandyarena i Östersund. Arenan invigdes 2013 och ersatte då Z-hallen som hemmaarena för ishockeylaget Östersunds IK.

## Arenan
Anläggningen rymmer två ishockeyplaner, en gymnastikhall, en restaurang och en konstfrusen utomhusbandyplan. Arenan är belägen på Stadsdel Norr (gamla I5-området) nära Östersunds skidstadion och fotbollsarenan Jämtkraft Arena.
A-hallen rymmer 2500 åskådare vid ishockeymatcher. Publikrekordet på 2700 personer sattes den 24 januari 2015 då Östersunds IK mötte Huddinge IK, en match som slutade 2–0.
Gymnastikhallen är, med sina knappt 2000 kvadratmeter och tio meter i takhöjd, en av de främsta i Skandinavien.[källa behövs]

## Evenemang
Evenemang i urval:
- World Junior-B Curling Championships 2017
- Den tredje deltävlingen av Melodifestivalen 2015
- B-VM i kälkhockey 2015
- Kents avskedsturné 2016
- EM i kälkhockey 2016[1]
- Kvalturnering i kälkhockey till Paralympics 2018[2]
- Curling-VM i Mixed Dubbel och VM för Seniorer 2018[3]
- U18-VM i ishockey för damer 2023
- Curling EM 2022
- Curling-Vm i Mixed Dubbel och Vm för Seniorer våren 2024
- Le Gruyère AOP European B Curling Championships 2025 och European C Curlingchampionchips 2025(Inte på arenan)

## Bilder
| Vänster: Foajé till arenan med cafeteria och sportbar. Höger: Interiör av ishallen med ståplatsläktare i vänster i bild. |  | Vänster: Foajé till arenan med cafeteria och sportbar. Höger: Interiör av ishallen med ståplatsläktare i vänster i bild. |
| Vänster: Foajé till arenan med cafeteria och sportbar. Höger: Interiör av ishallen med ståplatsläktare i vänster i bild. |  | |

## Föreningar
Ishockeylaget Östersunds IK spelar sina hemmamatcher i arenan. Andra föreningar som använder arenan är IF Castor (konståkning), Östersunds Konståkningsförening (konståkning) Östersunds BS (bandy) och Östersundsgymnasterna (gymnastik).